# Château de Beaufort (Belgique)
Pour les articles homonymes, voir Château de Beaufort.
L'ancien château de Beaufort était un château fort médiéval, sis en Wallonie sur un éperon rocheux, là où la Solières se jette dans la Meuse (rive droite), à Ben-Ahin, près de Huy en Belgique. Construit à la fin du XIIe siècle il fut détruit par les français en 1554. Les ruines d’un impressionnant donjon sont les seuls vestiges du château.

## Histoire
Édifié à la fin du XIIe siècle, le château fort est le siège d’une petite seigneurie (Famille de Beaufort) de la région du Condroz (Belgique) comprenant les villages de Ahin, Ben, Gives, Saint-Léonard, La Sarte-à-Ben et Solières. Situé aux confins de la principauté de Liège et du comté de Namur il est souvent engagé dans des conflits régionaux de frontières entre les deux entités, y compris lors de la ‘guerre de la Vache’ qui décima les villages du Condroz de 1275 à 1278.
Les seigneurs de Beaufort changèrent d’alliance et passèrent sous la suzeraineté du comté de Namur. Ce qui envenima les relations avec la principauté de Liège. En 1430 la seigneurie de Beaufort, avec le comté de Namur, fut réunie aux Pays-Bas bourguignons. En 1554 le château fut détruit par les troupes françaises. En 1761, Marie-Robertine de Beaufort, dernière de la lignée des seigneurs de Beaufort, se marie avec Jacques-Ignace de Liedekerke (1725-1807). 
L’impressionnant donjon de l’ancien château fort, bien visible sur les hauteurs de Ben même si en ruines, appartient toujours à la famille de Beaufort. Des visites guidées y sont organisées durant le mois d’août.